# 増田健太郎
増田 健太郎（ますだ けんたろう、1971年8月26日 - ）は、神奈川県横浜市出身の元男子プロテニス選手、指導者。湘南工科大学附属高等学校卒。

## 来歴
3歳からテニスを始める。湘南工科大学付属高校在学中に全日本ジュニアと高校総体で優勝し1990年にプロに転向。
全日本テニス選手権では1993年と1994年のシングルスで優勝。2003年にダブルスで準優勝している。
2004年に引退し指導者として活動している。2005年からはデビスカップ日本代表のコーチに就任。
日本選手内山靖崇、大前綾希子、江口実沙などのコーチも務めている。